# شرکت رادیو و تلویزیون اوکراین
شرکت رادیو و تلویزیون اوکراین (اوکراینی: Українське телебачення і радіомовлення; Ukrayins'ke telebachennya i radiomovlennya) شرکت دولتی رسانه‌ای اوکراینی است، که در سال ۲۰۰۴ تأسیس شد.